# Sima Samar

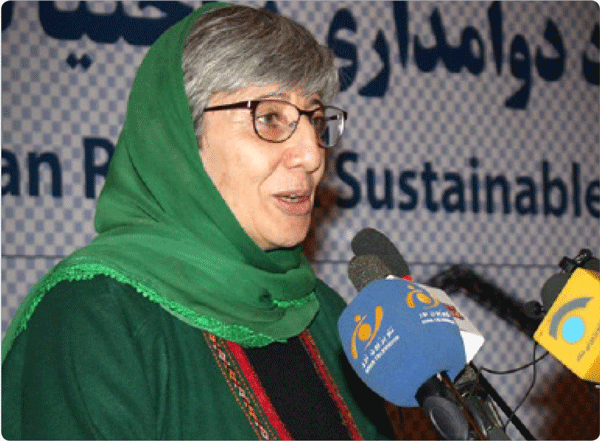
Sima Samar

Sima Samar (persisch سیما سمر, DMG Sīmā Samar; * 3. Februar 1957 in Ghazni) ist eine afghanische Ärztin und Politikerin.

## Leben

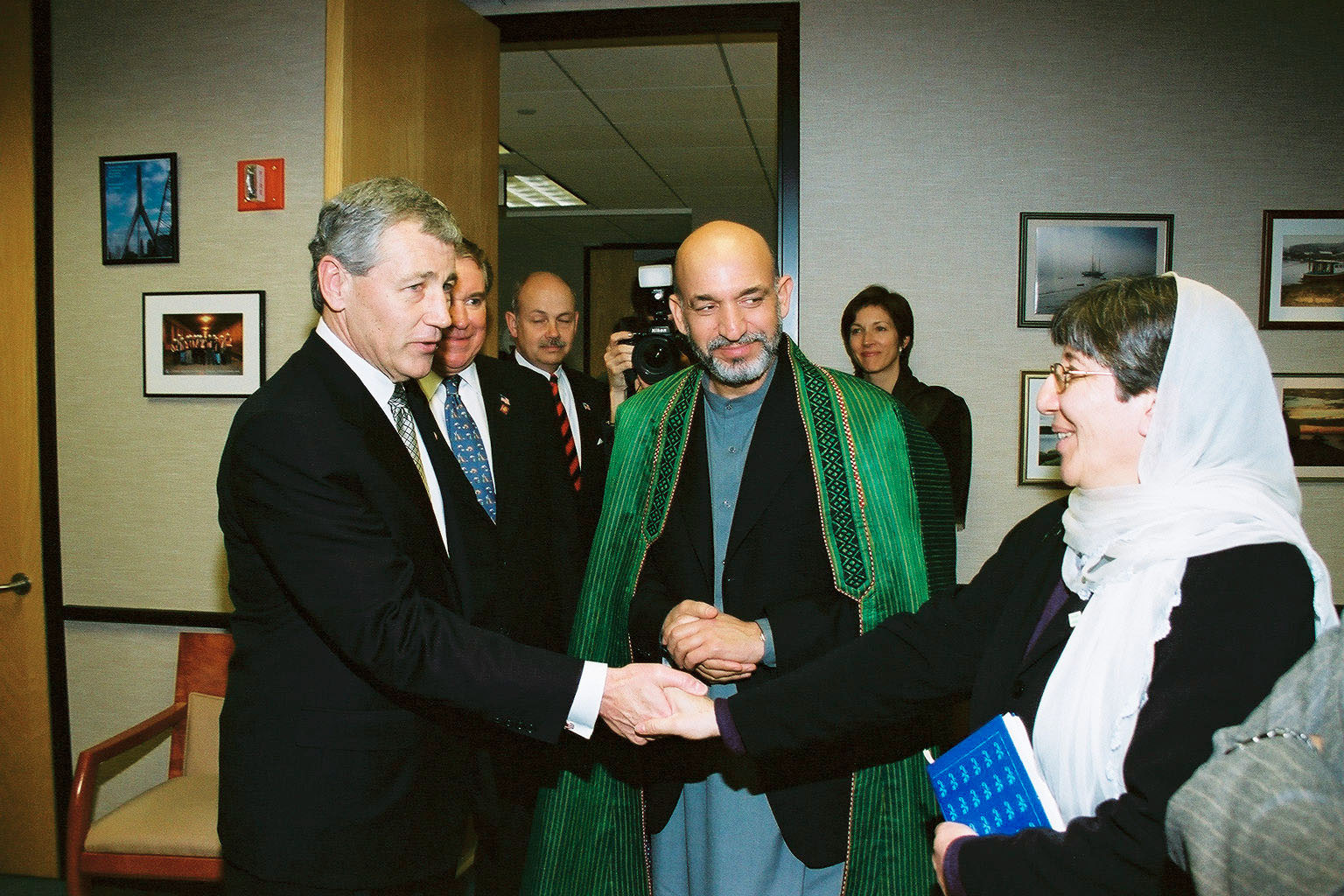
US-Senator Chuck Hagel, Präsident Hamid Karzai und Sima Samar im Januar 2002

Sima Samar gehört der drittgrößten Ethnie des Landes, den persischsprachigen, schiitischen Hazara an. Sie studierte Medizin an der Universität Kabul (Graduierung 1984). Ihr Ehemann wurde 1979 während der Präsidentschaft von Nur Muhammad Taraki verhaftet, er blieb verschollen. Sie floh nach Pakistan und arbeitete dort in einem afghanischen Flüchtlingslager als Ärztin. Im Jahr 1987 gründete sie in der Grenzstadt Quetta ein Hospital für afghanische Frauen und Kinder. 1989 trat sie der Organisation Schuhada bei. Auch während der Herrschaft der Taliban arbeitete sie dort weiter für die medizinische Versorgung von Frauen und Kindern sowie die Einrichtung von Schulen in Pakistan und Afghanistan.
Aufgrund des Petersberger Abkommens wurde sie 2001 als Ministerin für Frauenangelegenheiten in der afghanischen Regierung ausgewählt und war eine der fünf Stellvertreter des Präsidenten Hamid Karzai. Sie übte diese Ämter bis zu ihrem Rücktritt im Jahr 2002 aus.
Im Juni 2002 wurde die afghanische Menschenrechtskommission gebildet und Sima Samar ihre Vorsitzende. 2021 reiste sie kurz vor der Machtübernahme  der Taliban in Kabul in die USA aus.
Samar ist zum zweiten Mal verheiratet und hat zwei erwachsene Kinder.

## Auszeichnungen
- 1994 Ramon-Magsaysay-Preis
- 1995 Global Leader for Tomorrow, World Economic Forum
- 1998 100 Heroines Award
- 2000 John Humphrey Freedom Award
- 2001 Paul Grüninger Preis
- 2001 The Voices of Courage Award
- 2001 Ms. magazine Woman of the Year
- 2001 Best Social Worker Award, Mailo Trust Foundation, Quetta, Pakistan
- 2001 Freedom Award, Women’s Association for Freedom and Democracy, Barcelona
- 2002 International Human Rights Award, International Human Rights Law Group, Washington, DC
- 2002 Lawyers Committee for Human Rights
- 2003 Perdita Huston Human Rights Award
- 2004 Profile in Courage Award
- 2008 Asia Democracy and Human Rights Award
- 2009 Honorary Officer of the Order of Canada
- 2010 Tipperary Peace Prize, Tipperary, Irland
- 2011 Geuzenpenning, Vlaardingen, Niederlande
- 2012 Right Livelihood Award („Alternativer Nobelpreis“) für ihren langjährigen Einsatz für die Menschenrechte, speziell für die Rechte der Frauen

Sima Samar wurde wiederholt für den Friedensnobelpreis nominiert.